# Caius Gracchus (tragedia Louisy S. Cheves McCord)

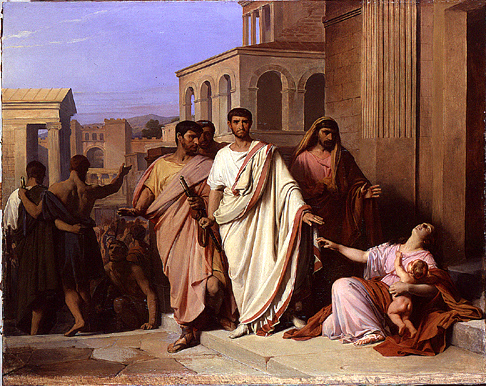
Pierre-Nicolas Brisset, Caïus Gracchus

Caius Gracchus: A Tragedy in Five Acts – utwór amerykańskiej poetki i dramatopisarki Louisy S. Cheves McCord, opublikowany w 1851. Akcja dramatu jest osadzona w starożytnym Rzymie. Bohaterem jest polityk Gajusz Grakchus, młodszy brat Tyberiusza Grakchusa. Utwór, jak zaznaczono w podtytule, jest podzielony na pięć aktów. Został napisany – zgodnie z tradycją sceny angielskiej – wierszem białym, czyli nierymowanym pentametrem jambicznym, to znaczy sylabotonicznym dziesięciozgłoskowcem, w którym akcenty padają na parzyste sylaby wersu. Wybierając na temat swojego utworu wewnętrzne walki w Rzymie w II wieku przed Chrystusem autorka odniosła się do ruchów rewolucyjnych w Europie w latach 1848-1849, znanych jako Wiosna Ludów.
Ay, and the ambassadors, with loud insult thrust 

Forth from the Senate-house, were bid begone, 

To tell Micipia that his proffered aid 

Rome needed not; that we were rich in corn; 

That Caius Gracchus had no other end, 

Only his name to wind to Rome, by sending 

These hired flatterers of his proud ambition. 

Such words, and other oft, as rough repeated, 

They were bid take with them, and pushed away 

From our proud Senate-halls. And now our troops 

May starve, forsooth, or steal, or eat their bucklers;
Dramat o Gajuszu Grakchusie napisał też irlandzki poeta James Sheridan Knowles.